# Arbeitnehmerkammer Bremen

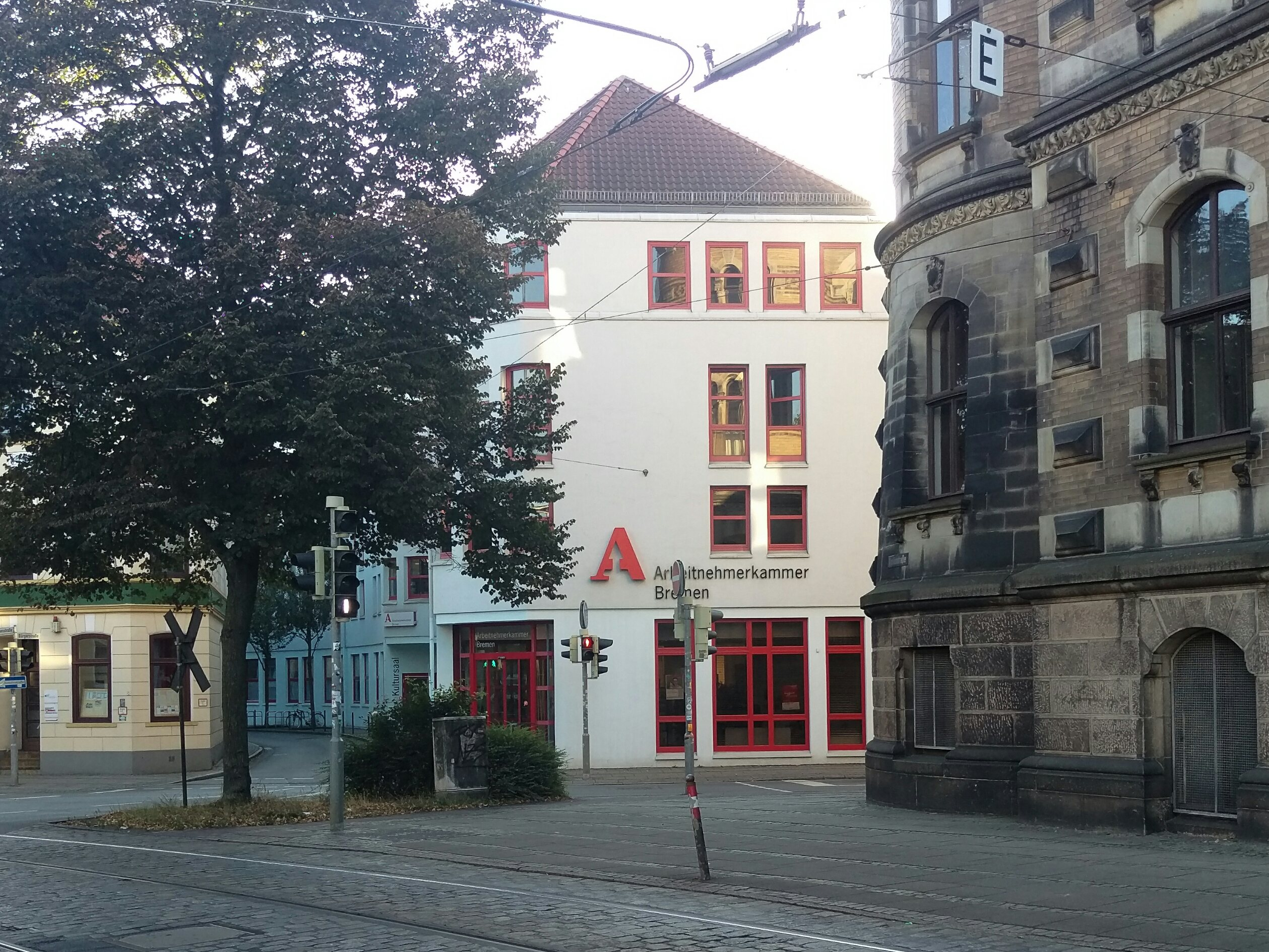
Gebäude der Arbeitnehmerkammer Bremen

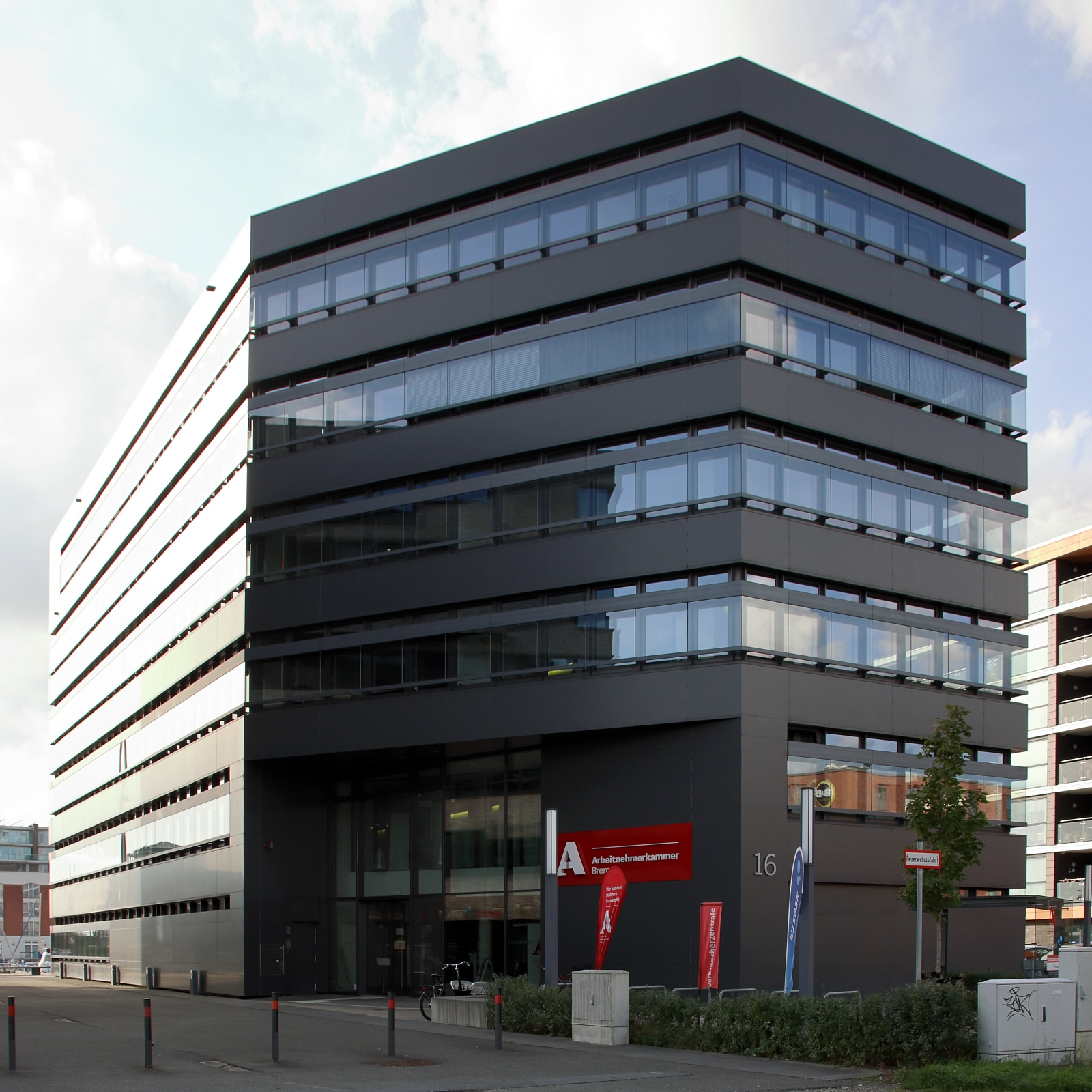
Gebäude der Arbeitnehmerkammer in Bremerhaven

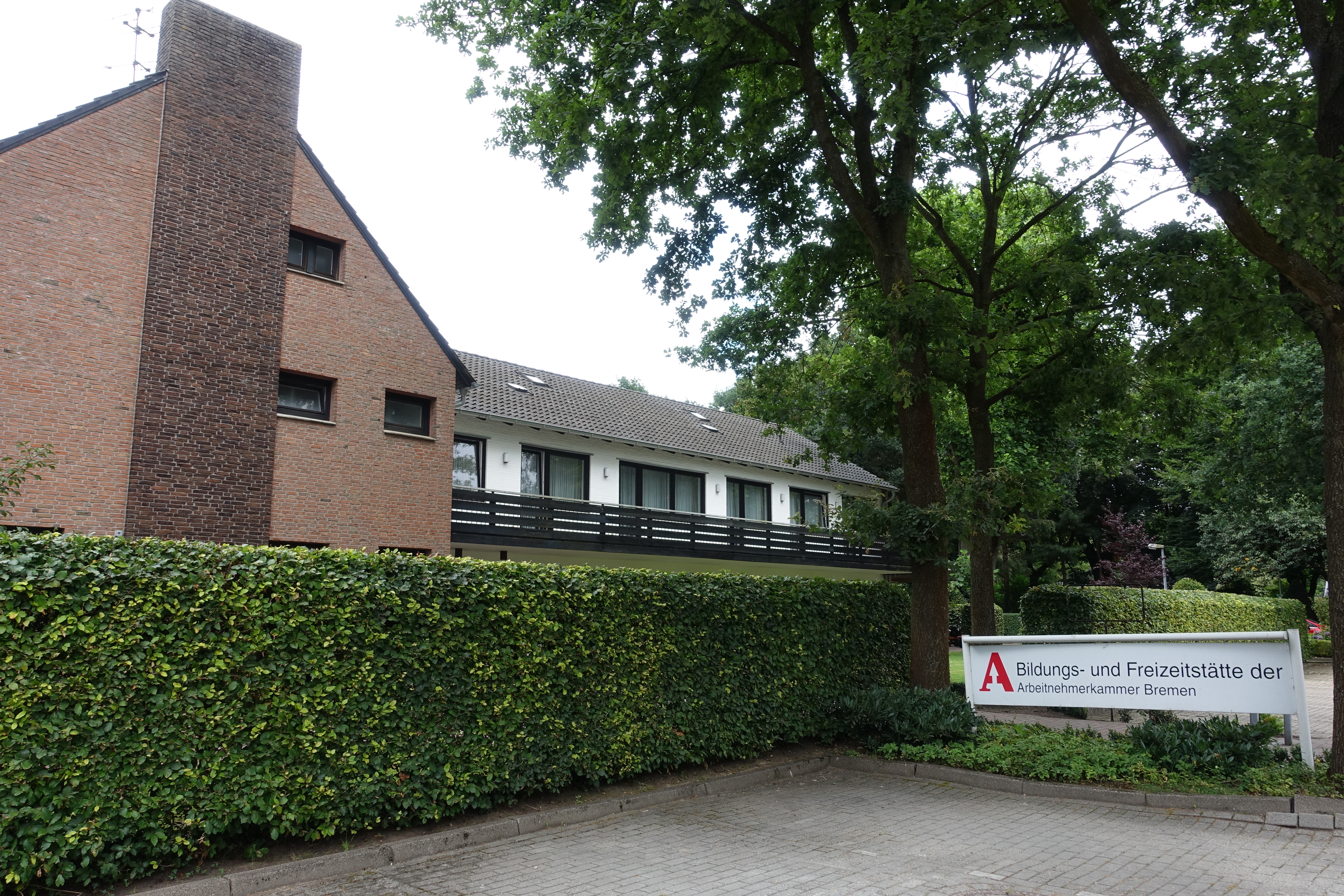
Bildungsstätte der Arbeitnehmerkammer in Bad Zwischenahn

Die Arbeitnehmerkammer Bremen ist eine Körperschaft des öffentlichen Rechts. Sie nimmt die Gesamtinteressen der kammerzugehörigen Arbeitnehmer wahr, insbesondere ihrer wirtschaftlichen, beruflichen oder sozialen fördernden Belange im Einklang mit dem Allgemeinwohl. Sie entstand 2001 durch den Zusammenschluss der 1921 gegründeten, ursprünglich selbständigen Kammern für Arbeiter und Angestellte.

## Mitgliedschaft
Die rund 390.000 Mitglieder der Arbeitnehmerkammer umfassen in Form einer Pflichtmitgliedschaft alle in der Freien Hansestadt Bremen tätigen Arbeitnehmer sowie die zu ihrer Berufsausbildung Beschäftigten. Sie finanzieren die Arbeitnehmerkammer durch 0,15 % des Bruttoeinkommens, die ähnlich wie die Pflichtbeiträge zur Arbeitslosenversicherung und zur Rentenversicherung direkt vom Arbeitgeber abgeführt werden. Die Einnahmen aus Kammerbeiträgen betrugen im Jahr 2017 rund 19,11 Millionen Euro. Auch Arbeitslose, die zuletzt ihren Arbeitsplatz im Land Bremen hatten, sind Mitglieder der Arbeitnehmerkammer.

## Aufgaben
Rechtsgrundlage der Arbeitnehmerkammer ist das Bremische Arbeitnehmerkammerngesetz. Außerdem führt die Kammer die öffentliche Rechtsberatung des Landes Bremen durch.
Die Arbeitnehmerkammer stellt ein umfangreiches Dienstleistungsangebot zur Verfügung, das unter anderem Information, Beratung und Qualifizierung einzelner Mitglieder beinhaltet. Jugendliche Mitglieder berät die Kammer in Fragen der Aus- und Weiterbildung, des BAföG und zu anderen Förderungsmöglichkeiten. Aber auch zu Fragen in Sachen Einkommens- und Lohnsteuer oder zum Arbeitsrecht gibt die Kammer Auskunft. Aber auch fachliche Unterstützung und Beratung von Betriebs- und Personalräten ist Teil der Aufgaben der Arbeitnehmerkammer. Auch die öffentliche Verwaltung wird mit Anregungen, Vorschlägen, Stellungnahmen und Gutachten unterstützt. Zu den in der Satzung definierten Aufgaben gehört außerdem die Durchführung von Maßnahmen und Veranstaltungen der beruflichen sowie der allgemeinen und der politischen Bildung. 

### Geschäftsstellen
Die Arbeitnehmerkammer betreibt drei Geschäftsstellen:
- Bremen-Stadt: Bürgerstraße 1, 28195 Bremen
- Bremen-Nord: Lindenstraße 8, 28755 Bremen
- Bremerhaven: Barkhausenstraße 16, 27568 Bremerhaven

### Kooperationen und Einrichtungen
Die Arbeitnehmerkammer betreibt eigene Einrichtungen und kooperiert mit verschiedenen Partnern.
Die eigene Bildungseinrichtung Wirtschafts- und Sozialakademie der Arbeitnehmerkammer Bremen gGmbH (wisoak) bietet Seminare, Weiterbildungen und Bildungsurlaube an. Sie hat eine Bildungsstätte in Bad Zwischenahn. Die Kammer ist gemeinsam mit Handelskammer und Handwerkskammer Träger der Technikerschule Bremen. Sie ist Mitbetreiber der Kulturwerkstatt westend. Sie ist Träger für das Projekt LernNetzwerk im Rahmen des Programms Lernende Regionen. Sie kooperiert mit der Universität Bremen im Zentrum für Weiterbildung, im Institut Arbeit und Wirtschaft und im Zentrum für Arbeit und Politik. Die Kammer ist Mitinitiator des Bremer Netzwerk Arbeit und Gesundheit (AuGe) und führt deren Geschäfte. Sie ist gemeinsam mit der Bürgerstiftung Bremen, mit der sie auch eine strategische Partnerschaft vereinbart hat, federführend in der Bremer Initiative Aktive Bürgerstadt (BIAB) tätig. Im Bremer Netzwerk Nachqualifizierung kooperiert sie im Rahmen des Bundesprogramms Perspektive Berufsabschluss. Bezüglich der politischen Bildung entstand die Idee, sie auch in kultureller Weise durchzuführen. Dafür betreibt die Arbeitnehmerkammer das Capitol in Bremerhaven.

## Geschichte
In Bremen wurden 1849 die Handelskammer Bremen und die Gewerbekammer Bremen als Interessensvertretung der kleinen bis großen Unternehmungen neu gebildet. 1877 wurde durch die Sozialdemokraten in Bremen die Einrichtung einer Arbeitskammer bzw. Arbeiterkammer gefordert, und seit 1898 war in Bremen auch die Forderung nach einer Angestelltenkammer in der Diskussion. 1888 wurde ein Antrag des Bürgerschaftsabgeordneten Erich Sanders (SPD) zur Gründung einer Arbeiterkammer und erneut 1902 ein solcher Antrag von Friedrich Ebert (SPD) mit 32 zu 44 Stimmen der Bremischen Bürgerschaft abgelehnt.
Die Verfassungskommission der Bremer Nationalversammlung sprach sich 1919 für zwei Arbeitnehmerkammern aus, und in der Bremer Verfassung von 1920 wurden die Kammern in den §§ 83 und 84 aufgenommen. Am 18. Mai 1920 wurden die Angestellten- und die Arbeiterkammer konstituiert und am 8. Juli 1921 die erforderlichen Gesetze in der Bürgerschaft mit Mehrheit beschlossen. Die Arbeiterkammer bestand aus 30 und die Angestelltenkammer aus 24 Mitgliedern, die auf drei Jahre gewählt wurden. Der erste Vorsitzende war für die Arbeiterkammer Oskar Schulze (SPD). Bei den Arbeiterkammerwahlen von 1932 konnten die freien Gewerkschaften 23, die Kommunisten 6, die christlichen Gewerkschaften einen und die NSDAP/Stahlhelm-Liste keinen von den 30 Plätzen erringen. Am 1. April 1933 entließen die Nationalsozialisten Schulze, und Vertreter der Deutschen Arbeitsfront übernahmen die Aufgaben in den Kammern, die 1936 per Gesetz aufgelöst wurden.
Im Juni 1945 beantragte Wilhelm Kaisen (SPD), die beiden Kammergesetze in den Fassungen von vor 1933 wiederherzustellen, was 1945 dann auch durch Verordnungen erfolgte. Der Senat berief dann die Vorstände der Kammern. 1954 schlug der Wirtschaftssenator erfolglos vor, die beiden Kammern zu fusionieren.
1999 beschlossen die Vollversammlungen von Angestellten- und Arbeiterkammer in getrennten Sitzungen einstimmig die Zusammenlegung. Am 28. März 2000 wurde das neue Gesetz über die Arbeitnehmerkammer im Lande Bremen von der Bürgerschaft verabschiedet.

## Kritik
Anders als bei Gewerkschaften ist die Mitgliedschaft und die Beitragszahlung in der Arbeitnehmerkammer für Arbeitnehmer in Bremen verpflichtend. Dies wurde in der Vergangenheit wiederholt kritisiert und löste Forderungen nach Abschaffung der Kammer insgesamt oder zumindest der Pflichtmitgliedschaft aus. Die Pflichtmitgliedschaft besteht aber auch bei den anderen Kammern, wie u. a. Ärztekammer, Rechtsanwaltskammer, Handwerkskammer, Architektenkammer.

## Vergleichbare Einrichtungen
In Deutschland gibt es neben der Arbeitnehmerkammer Bremen nur noch in einem weiteren Bundesland eine vergleichbare Einrichtung im Interesse der Arbeitnehmerschaft, die Arbeitskammer des Saarlandes. In Österreich bestehen Arbeiterkammern in allen Bundesländern. Deren Einfluss ist allerdings erheblich größer; sie sind ein wichtiges Standbein der österreichischen Sozialpartnerschaft, werden unter anderem an Gesetzgebungsvorschlägen beteiligt und haben eine Bundeszentrale in der Hauptstadt Wien. In Luxemburg übernimmt all diese Aufgaben die Arbeitnehmerkammer Luxemburg (fr: Chambre des salariés, kurz CSL).

## Veröffentlichungen
- Arbeitnehmerkammer Bremen (Hrsg.): 100 Jahre für eine gerechte Arbeitswelt. Bremen 2021, OCLC 1391328772 (arbeitnehmerkammer.de – Leseprobe).